# Margarete Raunert
Margarete Raunert (* 1895; † 1994) war eine deutsche Medizinerin und Autorin.

## Leben
1924 war sie, wie der Aufsatz Eine Mikromethode zur Messung der Senkungsgeschwindigkeit der Roten Blutkörperchen  bestätigt, an der Universitäts-Frauenklinik und am Physikalisch-Chemischen Institut der Universität in Leipzig tätig. 1929 war sie in Jena mit einer mathematisch-naturwissenschaftlichen Dissertation promoviert worden. In den 1930er Jahren verfasste sie Sachbücher zu Ernährungsfragen und Kosmetik und vor der Kriegszeit veröffentlichte sie bekannte Kochbücher. Während des Krieges wurde sie an die TH Prag, Institut für Biochemie und Nahrungsmittelchemie abgeordnet, wo sie in einer eigenen Abteilung zur Forschung in der Nahrungsmittelchemie tätig war. 1949 erschien das Kochbuch 100 bewährte Kochrezepte für die Notzeit.

## Werke
- Elektroanalytische Studien. (Hochschulschrift; Jena, Math.-naturwiss. Dissertation, 1929), Weida in Thüringen 1929
- (Neubearbeitung): Helene Volchert-Lietz: Vegetarisches Gesundheits-Kochbuch. Hachmeister & Thal, Leipzig [1934]
- Nahrung und Ernährungsfragen. Hachmeister & Thal, Leipzig [1935]
- Wie pflegt sich die Frau? Ein Handbuch für die gepflegte Frau. [Zeichnungen von Paula Jordan], Lebensweiser-Verlag, Gettenbach 1936
- Mal was anderes kochen. Monatskostzettel für die schmale Wirtschaftskasse. Hachmeister & Thal, Leipzig [1937]
- Hilfsstoffe der Diätküche. J. A. Barth, Leipzig 1939
- Der Paprika. Verpflegungstechnisch und diätetisch gesehen. J. A. Barth, Leipzig 1939
- 100 bewährte Kochrezepte für die Notzeit. Hachmeister & Thal, Leipzig 1949
- Zur Bevölkerungsgeschichte des oberen Vogtlandes. Berlin 1977.